# Jalovec (okres Liptovský Mikuláš)
Jalovec (Hongaars: Jalóc) is een Slowaakse gemeente in de regio Žilina, en maakt deel uit van het district Liptovský Mikuláš.
Jalovec telt 592 inwoners.